# Yanai (Yamaguchi)
Yanai (japanisch 柳井市, -shi) ist eine Stadt in der Präfektur Yamaguchi in Japan.

## Geographie
Yanai liegt südlich von Iwakuni an der Seto-Inlandsee.

## Übersicht
Yanai ist bekannt für Herstellung von „Yanai-jima“ (柳井縞): das ist ein fester, dunkelgestreifter Webstoff für Kleidung u. a. Die Stadt wirt fortschreitend industrialisiert durch das Unternehmen Hitachi.
Yanai erhielt am 31. März 1954 Stadtrecht.

## Sehenswürdigkeiten
Das Chausuyama-Grab (茶臼山古墳) aus der Kofun-Zeit befindet sich hier.

## Weblinks

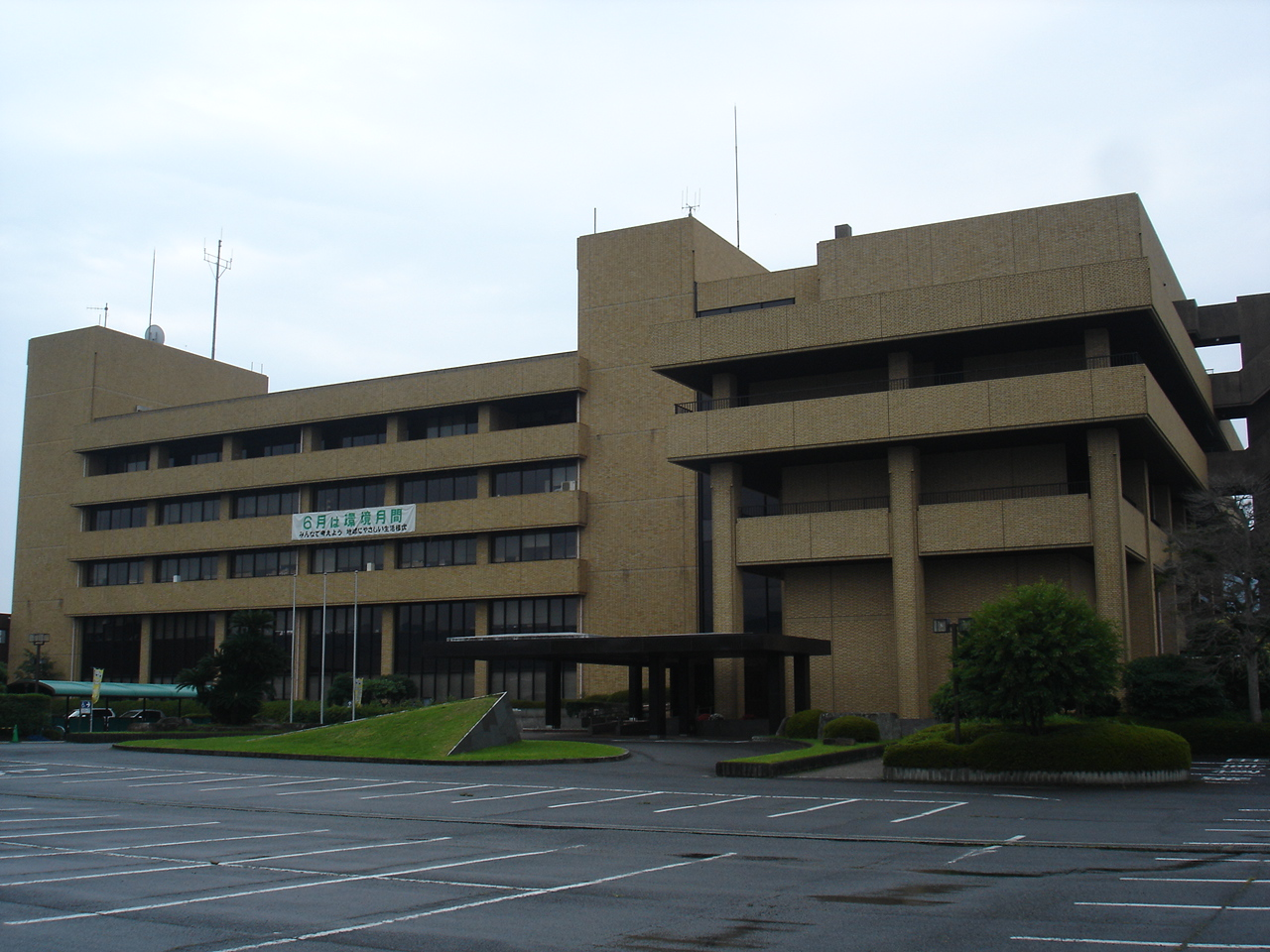
Rathaus von Yanai

## Verkehr

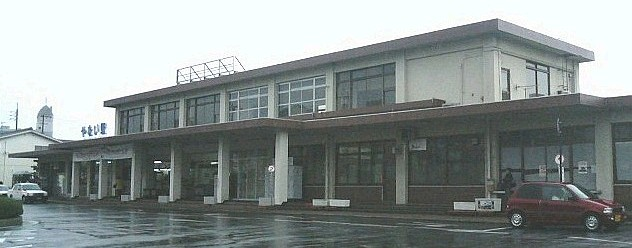
Bahnhof Yanai

- Zug:
  - JR Sanyō-Hauptlinie
- Straße:
  - Nationalstraße 188, 437

## Städtepartnerschaften
- Huainan
- Zhangqiu

## Angrenzende Städte und Gemeinden
- Iwakuni
- Hikari